# Marko Popović
Marko Popović (* 12. Juni 1982 in Zadar, Jugoslawien) ist ein kroatischer Basketballspieler. Er misst 1,85 m und spielt auf der Position des Shooting Guards. Der Spieler zeichnet sich vor allem als Dreierschütze aus.

## Erfolge
- ULEB-Eurocup-Sieger: 2015
- Kroatischer Basketballpokalsieger mit KK Zadar (1999–2000, 2002–2003)
- Sieger der Goodyearliga mit KK Zadar (2002–2003)
- kroatischer Basketballmeister mit Cibona Zagreb (2003–2004)
- Finalteilnehmer am kroatischen Pokalfinale mit KK Zadar (1999–2000, 2001–2002) und Cibona Zagreb (2004–2005)
- Finalteilnehmer bei der Goodyearliga mit Cibona Zagreb (2003–2004)
- Teilnehmer an der Europameisterschaft der Junioren mit der kroatischen Basketballnationalmannschaft 2000, Gewinn der Silbermedaille